# 신도2리항
신도2리항은 인천광역시 옹진군 북도면 신도2리, 신도 섬에 있는 어항이다. 2006년 8월 30일 어촌정주어항으로 지정되었다. 어항관리청은 옹진군수이다.

## 어항구역
본 항의 어항구역은 다음과 같다.
- 신도2리항 서쪽 기점에서 남쪽으로 208m,동쪽으로 213m, 북쪽으로 412m지점을 순차적으로 연결하는 선 내의 공유수면(58,771m2)